# رسالة في حكم الجهر بالبسملة
رسالة في حكم الجهر بالبسملة هي رسالة طبعت على شكل كتاب يتناول حكم الجهر بالبسملة في الصلاة استنادا على حديث أنس بن مالك الذي ورد في كتاب عمدة الأحكام , الفه أحمد بن يحيى النجمي (1346 هـ 1928 – 1429 هـ 2008) , ويقع الكتاب في 40 صفحة، وقد شمل البحث عدة فصول : باب ترك الجهر بـ بسم الله الرحمن الرحيم، قرآنية البسملة، قراءة البسملة في الصلاة، الجهر ثابت والإسرار ثابت، ترجيح الإسرار .
يقول أحمد بن يحيى النجمي في مقدمة كتابه:
| رسالة في حكم الجهر بالبسملة | فإن أصل هذا البحث أنه شرح لحديث أنس بن مالك الذي في عمدة الأحكام في حكم الإسرار بالبسملة، ول َما كان البحث نافعا ومفيدا رأيت إفراده في رسالة صغيرة بعد إشارة بعض المحبين بذلك ، ولذلك فقد قدمته للنشر والتوزيع رغبة مني في طبعه ونشره لعل االله أن ينفع به كل من قرأه وسميته فتح الرب الرحيم في حكم الجهر والاسراب بـ بسم الله الرحمن الرحيم وصلى االله على نبينا محمد وعلى آله وصحبه | رسالة في حكم الجهر بالبسملة |